# Жило
Жѝло – заострен орган при някои групи животни (най-вече членестоноги) служещ за защита и нападение. Свързан е с жлези отделящи отрова, която се вкарва посредством жилото в жертвата. Отровата може да причини болезнена и увреждаща здравето реакция, включително парализа. Реакцията към отровата варира силно както според вида жилещо животно, така и според вида на жертвата.
Жилото е еволюирало при няколко групи членестоноги поотделно – при жилещите ципокрили (Aculeata) и скорпионите (Scorpiones). Терминът може да се използва за подобни органи и при други групи животни. Тъй като жилата в тези различни групи животни не са хомоложни, те ще бъдат разгледани поотделно в статията.

## Жилещи ципокрили
Жилещите ципокрили са обединени в таксона Aculeata. Това са ципокрили при които яйцеполагалото се е видоизменило в жило. Яйцеполагалото в базалното си състояние (т.е. при предците на ципокрилите) най-общо се състои от два чифта придатъци на 8-ия и 9-ия коремен сегмент. Всеки придатък се състои от приосновна гонококса и съчленена с нея издължена гонапофиза. Това базално състояние се е видоизменило съществено при различните ципокрили, като при Aculeata първият чифт гонококси са изчезнали, а вторият чифт гонапофизи са слети и образуват стилет. Първият чифт гонапофизи са видоизменени в тънки ланцети и са плътно прилепнали към стилета. Заедно стилета и ланцетите образуват самото жило.
От долната страна на стилета има каналче което в основата се разширява. Плътно прилепналите отдолу ланцети го затварят по дължина. При жилене отровата се излива в разширената основа на стилета, а ланцетите я изтикват навън чрез ритмични движения напред-назад. Отровните жлези, жилото и съпровождащата мускулатура и нерватура образуват цялостния жилещ апарат на ципокрилите.
Aculeata снасят яйцата си през отвор в основата на жилото. Тъй като мъжките ципокрили нямат яйцеполагало, мъжките Aculeata съответно нямат жило.

## Скорпиони
Жилещият апарат на скорпионите се намира на последния сегмент на тялото наречен телсон. Той е издут в основата си, където се съхранява отровата, а в края е заострен в жило, наричано още акулеус („шип“).